# Orthros
Der Orthros (griechisch ὄρθρος) oder Oútrenya (Kirchenslavisch Оўтреня) ist im byzantinischen Ritus der orthodoxen Kirchen und der katholischen Ostkirchen einer der Stundengottesdienste, der in der Morgenfrühe gehalten wird. Oftmals wird der Orthros auch als Matutin bezeichnet, da er eine Reihe von Übereinstimmungen mit dieser Hore des Stundengebetes der Westkirche aufweist. Systematisch entspricht er aber nicht dieser, sondern den Laudes.
Er beschließt die vier Nachtoffizien, zu denen noch der Hesperinos (Vesper – Abendgebet bei Sonnenuntergang), das Apodipnon (Komplet – Gebet vor dem Zubettgehen, wörtlich: „nach dem Essen“) und das Mesonyktikon (Mitternachtsgebet) gehören. 
In der monastischen Praxis schließt der Orthros meist an das Mitternachtsgebet an und auch mit der Ersten Stunde (Prim) verbunden. Wenn in Vorbereitung des Sonntags und großer Feste des Kirchenjahres Vigilien gefeiert werden, so werden, am Vorabend beginnend, Große Vesper, Orthros und Erste Stunde zur Vigil (Pannychis – „Ganznachtfeier“) vereinigt.
Auch für Pfarrkirchen spielt der Orthros in aller Regel eine große Rolle: So wird in Pfarreien russischer Tradition an jedem Samstagabend an die Vesper ein Teil des Orthros angefügt und so eine (gekürzte) Vigil gefeiert, wohingegen in Gemeinden griechischer Tradition der Orthros meist am Sonntagmorgen vor die Heilige Liturgie geschaltet wird.